# Susanne Janssen
Susanne Janssen (* 1965 in Aachen) ist eine deutsche Buchillustratorin und Malerin. Sie studierte Grafik und Design bei Wolf Erlbruch an der Fachhochschule Düsseldorf und lebt heute im Elsass.

## Auszeichnungen
| Jahr | prämiertes Buch                    | Auszeichnung                                                                |
| ---- | ---------------------------------- | --------------------------------------------------------------------------- |
| 1994 |                                    | Eule des Monats                                                             |
| 1994 | Die Wette, wer zuerst wütend wird  | Die schönsten Bücher der internationalen Jury der Stiftung Buchkunst        |
| 1994 | Die Wette, wer zuerst wütend wird  | 3. Preis des Troisdorfer Bilderbuchpreises                                  |
| 1995 | Die Wette, wer zuerst wütend wird  | Auswahlliste des Deutschen Jugendliteraturpreises in der Sparte Bilderbuch  |
| 1995 | Dirk, der Zwerg und andere Märchen | Die besten 7 Bücher für junge Leser im Juli                                 |
| 1997 | Die Wette, wer zuerst wütend wird  | Goldener Apfel der Biennale für Illustrationen in Bratislava                |
| 2002 | Rotkäppchen                        | 1. Preis des Troisdorfer Bilderbuchpreises                                  |
| 2002 | Rotkäppchen                        | Die besten 7 Bücher für junge Leser im Februar                              |
| 2002 | Rotkäppchen                        | Nominierung für den Deutschen Jugendliteraturpreis in der Sparte Bilderbuch |
| 2006 | wer liest, ist                     | Die besten 7 Bücher für junge Leser im Juni                                 |
| 2007 | Hänsel und Gretel                  | Die besten 7 Bücher für junge Leser im Dezember                             |
| 2007 |                                    | Grand Prix der Illustrarte - Biennale für Illustration                      |
| 2008 | Hänsel und Gretel                  | Deutscher Jugendliteraturpreis in der Sparte Bilderbuch                     |

## Werk (Auswahl)
- 1993: Die Braut, die von Luft lebte und andere italienische Märchen. Text von Italo Calvino.
- 1993: Die Hose des Teufels. Text von Italo Calvino.
- 1994: Die Wette, wer zuerst wütend wird. Text von Italo Calvino.
- 1995: Dirk, der Zwerg und andere Märchen. Text von Armando.
- 1996: Die Abenteuer der kleinen Wolke. Text von Marianne Koch.
- 1997: Die Prinzessin mit dem dicken Po. Text von Armando.
- 1997: Sascha und die neun alten Männer. Text von Ruth Weiss.
- 1998: Von Kötern, Kläffern und feinen Hundedamen. Text von Jon Fosse.
- 1998: Madame Butterflys Klavierstunde.
- 1999: Dierenpraat. Text von Armando. Niederländische Ausgabe, nicht ins Deutsche übersetzt.
- 2001: Rotkäppchen. Text von den Brüdern Grimm.
- 2003: An einem großen stillen See. Text von Jutta Richter.
- 2005: Peter Pan. Text von J. M. Barrie. Französische Ausgabe, nicht ins Deutsche übersetzt.
- 2006: wer liest, ist. Text von Bruno Blume. Illustrationen von Janssen, Verena Ballhaus, Quint Buchholz, Nadia Budde und Jacky Gleich.
- 2008: Hänsel und Gretel. Text von den Brüdern Grimm.
- 2008: L`incroyable histoire de l`enfant terrible et de la petite- fille- oiseau. Text von Anna Castagnoli. Französische Ausgabe, nicht ins Deutsche übersetzt.
- 2010: Behüte mich auch diesen Tag
- 2011: Prometheus. Die Titanenschlacht. Text von Franz Fühmann.
- 2011: Irrfahrt und Heimkehr des Odysseus. Text von Franz Fühmann.
- 2011: Die Sage von Trojas Fall. Text von Franz Fühmann.
- 2016: Shakespeares Hamlet. Text von Bruno Blume nach William Shakespeare. ISBN 978-3-906183-19-0
- 2018: Die großen Töchter Gottes. Starke Frauen der Bibel. Text von Susanne Breit-Keßler.

## Ausstellungen
- 2005: Salon du Livre de jeunesse, Montreuil: Rotkäppchen
- 2006: Auditorio Augusto Cabrita, im Rahmen des Illustrationsfestivals Illustrarte, Lissabon
- 2007: Stadtgalerie Rosenheim
- 2008: Goethe-Institut, Nancy
- 2009: Bologna Children’s Book Fair
- 2010: Internationale Jugendbibliothek, München
- 2010: Theodore Deck Museum, Guebwiller
- 2011: Musée Gorsline, Burgund
- 2012: Alte Feuerwache, Eichwalde
- 2013: Centre culturel L’Evasion, Selestat
- 2013: Centre culturel français, Freiburg
- 2015: Forum de l’Hôtel de ville, Saint-Louis
- 2015: Cathédrale und Château des Ducs de Moulins, Frankreich
- 2017: Akademie der Wissenschaften und der Literatur, Mainz
- 2019: Fondzione Stepan Zavrel, Sarmede
- 2019: Bibliothèque Centrale, Mulhouse